# Тимофей (епископ Сарский)

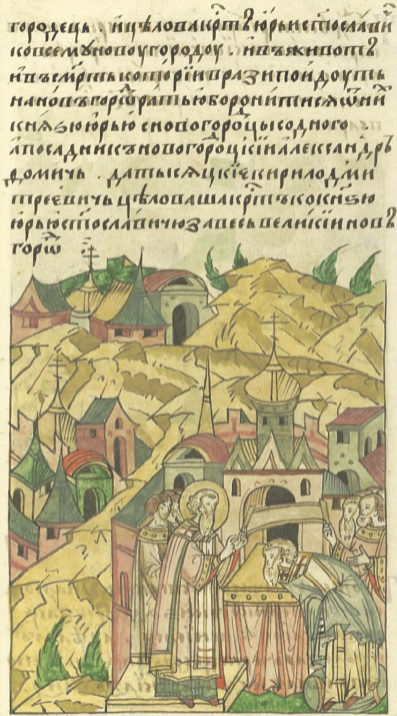
Митрополит Киприан посвящает Тимофея в епископы Сарайские

Епископ Тимофей — епископ Русской православной церкви, 
епископ Сарский и Подонский начала XV столетия.
До посвящения был игуменом Борисо-Глебского монастыря.
В епископы хиротонисан 22 июля 1404 года; у Строева однако показана другая дата — 20 июля того же года, в «Истории иерархии» же Амвросия посвящение Тимофея отнесено к 1413 года. Татищев и Русская Летопись по Никонову списку подтверждают, что в 1404 (6212) году всероссийский митрополит Киприан совершил на Голенищеве рукоположение в епископа Сарского и Подонского, не называя имени рукоположенного.
Из деяний епископа Тимофея известно только, что 22 марта 1416 года (а по некоторым сведениям в 1415 г.), в неделю средокрестную, в Москве, в церкви св. архангела Михаила, он в числе прочих архиереев был на поставлении Сампсона, наречённого Симеоном, в епископа Новгородского и Псковского, которое совершал всероссийский митрополит Фотий в присутствии великого князя Василия Дмитриевича и его братьев князей Юрия и Константина.
Год смерти неизвестен.